# Koorhek

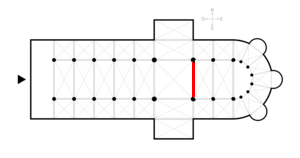
Het koorhek (rood) van een kruiskerk.

Een koorhek is een hek, meestal van hout of metaal, dat tussen het koor en het schip van een kerk is geplaatst.
Een koorhek heeft dezelfde functie als een doksaal, namelijk de afscheiding van het hoogkoor van het kerkgedeelte waar zich de kerkgangers bevinden. In tegenstelling tot een doksaal is het koorhek doorzichtig en draagt het geen tribune. Een bijzondere combinatie van doksaal en koorhek bevindt zich in de Dom van Xanten. Het koorhek in Xanten is van de hand van de Maastrichtse kopergieter Aert van Tricht en is eigenlijk een enorme meervoudige kandelaar, waar men onderdoor kan lopen.
Hoewel de meeste koorhekken in Nederland tot stand zijn gekomen in de protestantse tijd, dateert een beperkt aantal exemplaren nog van voor de Reformatie. Na het Tweede Vaticaans Concilie en tijdens de tweede beeldenstorm zijn de meeste koorhekken in katholieke kerken verdwenen en vervangen door communiebanken. Het oudste koorhek van Nederland bevindt zich in de Pieterskerk te Leiden.

## Lijst van kerken met een koorhek

### België
- Alsemberg - Onze-Lieve-Vrouwekerk (1770, smeedijzer)
- Gent - Sint-Niklaaskerk (smeedijzer)
- Geraardsbergen - Hospitaalkerk (1761-1763) van het Oud-Hospitaal (smeedijzer)

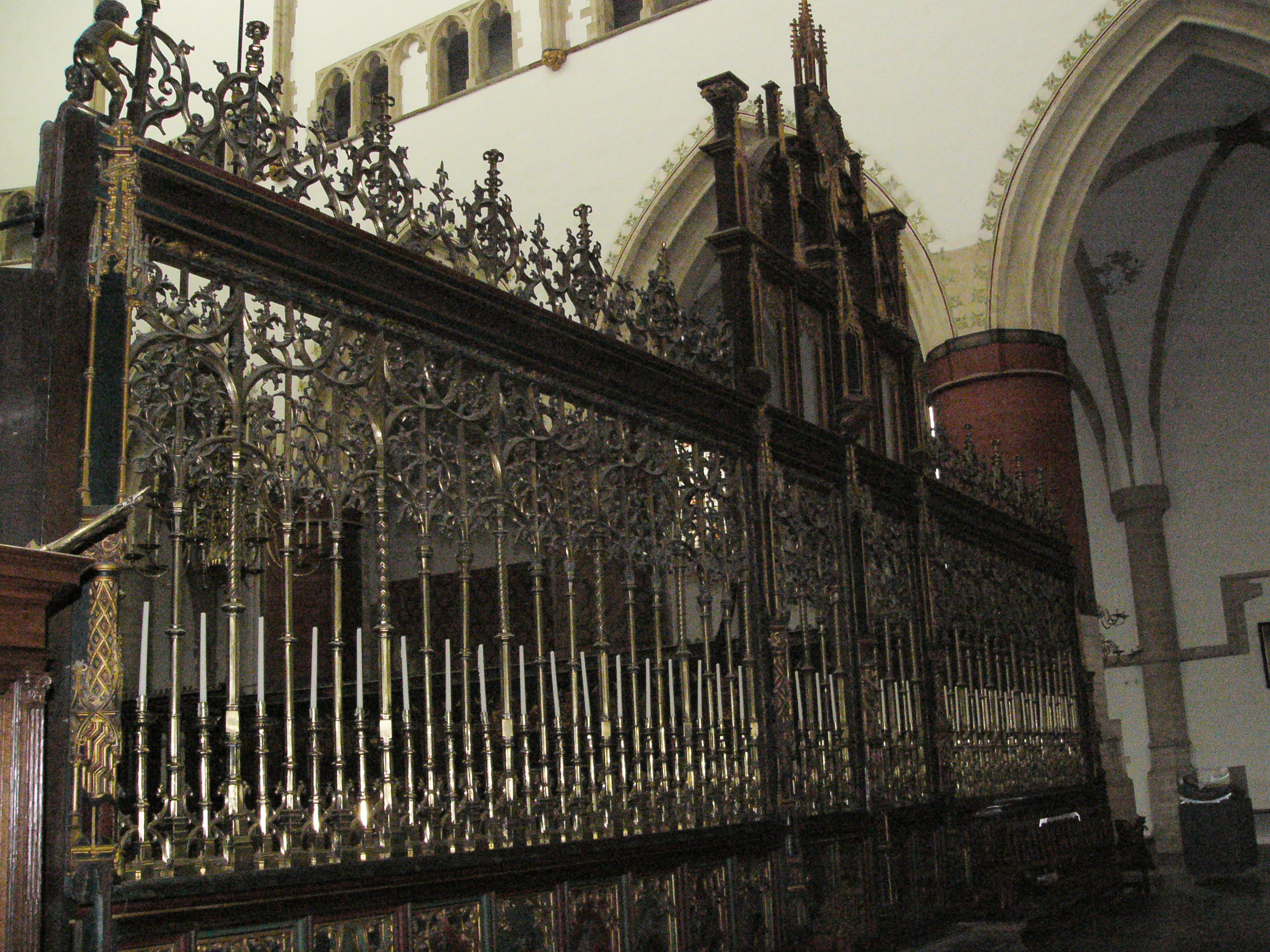
Het koorhek in de Grote of Sint-Bavokerk in Haarlem

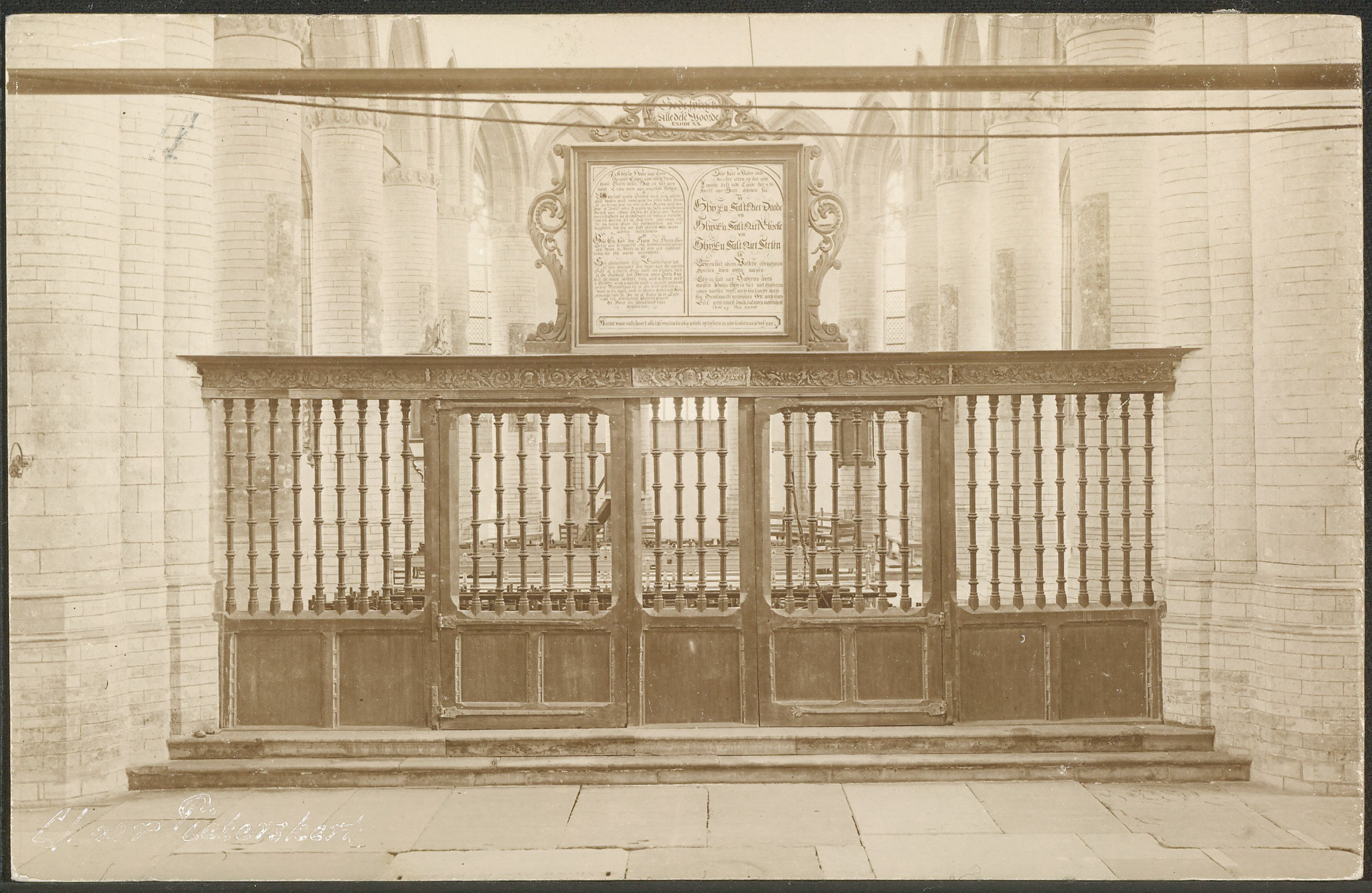
Het koorhek in de Pieterskerk te Leiden (foto uit 1860)

### Nederland
- Amsterdam - Nieuwe Kerk
- Dordrecht - Grote of Onze-Lieve-Vrouwekerk (marmer en koper, 1744)
- Edam - Grote of Sint-Nicolaaskerk
- Enkhuizen - Westerkerk (hout, 1542, koperen spijlen tot 1673) Koorhek Wester- of Sint-Gommaruskerk Enkhuizen

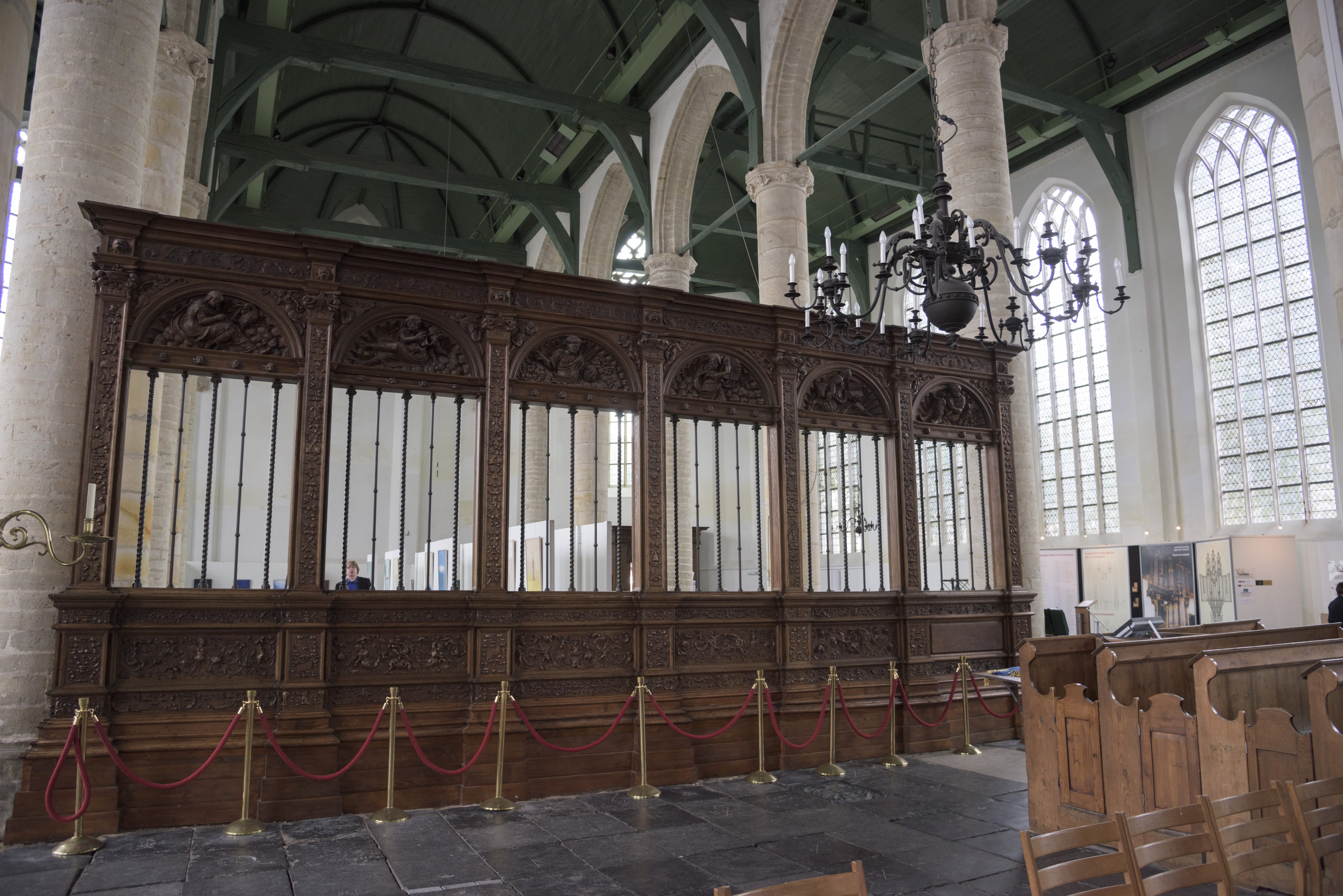
Koorhek Wester- of Sint-Gommaruskerk Enkhuizen

- Gouda - Sint-Janskerk (marmer, 1782)
- Haarlem - Grote of Sint-Bavokerk (tussen 1509 en 1517)
- Hoorn - Noorderkerk
- Leiden - Pieterskerk (15e eeuw, oudste houten koorhek in Nederland)
- Monnickendam - Grote of Sint-Nicolaaskerk (eikenhout, 16e eeuw)
- Naarden - Grote Kerk (1531)
- Oosthuizen - Grote of Sint-Nicolaaskerk
- Utrecht - Jacobikerk (hout en koper)
- Weesp - Grote of Sint-Laurenskerk (ca. 1525)
- Workum - Gertrudiskerk (1569)
- Zwolle - Grote of Sint-Michaëlskerk (1597)